# Kiviak
Le kiviak ou kiviaq est un plat traditionnel inuit à base de mergules nains (oiseaux marins) ou de guillemots fermentés pendant plusieurs mois dans une peau de phoque. En cas de problèmes lors de la fermentation, des toxines peuvent contaminer le plat et causer des intoxications parfois mortelles.

## Description
Le kiviak est un plat traditionnel inuit. Il est composé de mergules nains ou de guillemots fermentées durant plusieurs mois,. Comme d'autres plats inuits, le kiviak montre la maîtrise des techniques de fermentation par les populations arctiques.
Le kiviak est un plat consommé par les inuits à la période hivernale,. Riche en graisse, pouvant se conserver longtemps (de par la fermentation) et de stockage pratique (dans une poche en peau de phoque), le kiviak permet des apports suffisants pour lutter contre le froid,.
Le kiviak est un plat préparé dans les zones arctiques, notamment au Groenland,. Il existe des variations régionales du kiviak : dans certaines zones, les oiseaux utilisés sont par exemple des eiders.
Le kiviak est un mets de qualité pour les Inuits,. Il est notamment consommé lors d'occasions festives comme les mariages, les funérailles et les anniversaires,,.
Une manière de déguster ce plat consiste à détacher les ailes pour lécher le jus et manger le gras qui les couvre. Après, la chair crue et faisandée est mangée. Une autre manière est de manger la tête de l'oiseau puis d'aspirer le jus.

## Préparation
Les mergules nains et les guillemots sont chassés durant l'été à l'aide d'une technique traditionnelle,. Un filet en fils de peau de phoque est accroché au bout d'un long bâton et sert à piéger les animaux. 
Une fois chassés et tués, les oiseaux sont mis entier (bec, pattes et plumes comprises) dans le corps évidé d'un phoque,,,. Cette carcasse fait fonction de poche étanche, la peau de l'animal isolant les oiseaux en décomposition et permettant leur fermentation. Au total, ce sont entre 300 et 500 oiseaux qui sont fourrés dans le corps du phoque. La poche étanche[À quoi ?] est ensuite stockée[Comment ?] pendant plusieurs mois et son contenu conservé grâce à la fermentation,,,. 

## Risques à la consommation
Pendant la fermentation, des toxines (comme celle du botulisme) peuvent être produites et contaminer la viande. Des intoxications, parfois mortelles, peuvent être observées. En août 2013, deux personnes sont ainsi mortes à Siorapaluk après avoir été victimes du botulisme. Le premier est un homme de 73 ans, dont on a servi en guise d'hommage au cours de ses obsèques les mêmes oiseaux, qui ont à leur tour contaminé au moins six personnes, dont une mortellement : sa fille de 46 ans.